# Eublemma rosescens
Eublemma rosescens là một loài bướm đêm trong họ Erebidae.